# Supergrup de la hidrotalcita
El supergrup de la hidrotalcita és un supergrup de minerals constituït per hidròxids dobles en capes. Es caracteritzen estructuralment per tenir capes basades en un apilament de capes d'hidròxid carregades positivament, com en el cas de la brucita, amb anions intercalats i amb quantitats variables d'aigua. La nomenclatura del grup va ser revisada l'any 2012. En química inorgànica, aquesta família de compostos s'anomena hidròxids dobles en capes (LDH - layered double hydroxides), compostos del tipus hidrotalcita (HTlc - hydrotalcite-like compounds) o bé argiles aniòniques. El supergrup engloba diferents grups minerals: grup de la cualstibita, grup de la fougerita, grup de la hidrocalumita, grup de l'hidrotalcita, grup de la quintinita, grup de la wermlandita, grup de la glaucocerinita i grup de la woodwardita.